# 青山繁晴
青山 繁晴（あおやま しげはる、1952年〈昭和27年〉7月25日 - ）は、日本の政治家、作家。自由民主党所属の参議院議員（2期）、日本の尊厳と国益を護る会（護る会）代表、参議院環境委員長、近畿大学経済学部客員教授、東京大学学生有志ゼミ講師。
自由民主党・党員獲得数3年連続1位（2021年、2022年、2023年）。
元独立総合研究所代表取締役社長・兼・首席研究員（安全保障および国家政策など）、元三菱総合研究所専門研究員、元共同通信社記者（事件記者、経済記者、政治記者）、東京大学教養学部元非常勤講師、元自由民主党大阪府支部連合会会長。
妻は水産学研究者・水産学博士、東京海洋大学特任准教授、独立総合研究所社長の青山千春、長男は同研究所前社長の青山大樹。

## 来歴

### 生い立ちから就職以前
1952年7月25日、兵庫県神戸市長田区に生まれる。3人兄弟の末っ子。長田幼稚園に通う。父親の青山濱二は8人兄弟の末弟で、明治維新後に創業した実家の青山織物株式会社の神戸支店に勤務、やがて、社長に就任し加西郡泉町（現：加西市）へ転居。高校卒業まで同地で過ごした。
1971年3月、淳心学院中高等学校を卒業。同年4月慶應義塾大学文学部に入学。1974年2月に中途退学し早稲田大学政治経済学部経済学科を受験、入学。共同通信社の追加募集を見つけた当時の恋人で現在の妻である千春から勧められ、採用試験を受験し合格。1979年3月、早稲田大学政治経済学部経済学科を卒業。

### 共同通信記者時代
1979年4月、26歳で共同通信社に入社。徳島支局へ赴任、徳島県警の事件記者を担当。徳島大学病院不正事件等の記事を配信していく。新人研修が終わり同期社員が全国に散る前の同年5月25日、港区青山にて妻千春と結婚。
1983年6月、京都支局へ異動、京都府警キャップの任に就き、その後、途中数か月間、宗教記者を担当し、再び、京都府政を担当。
1984年4月、大阪支社経済部に異動。証券、繊維、財務、金融業界を担当。
1987年4月、東京本社政治部に異動。首相官邸記者クラブでは第3次中曽根内閣の最後の1年間、竹下内閣の組閣後半年間、中曽根康弘、竹下登両内閣総理大臣の総理番を担当。自民党では三木派・河本派を担当。民社党・社民連、法務省・検察庁、労働省・連合、防衛庁の担当を歴任。
その後「天皇班」に配属され、いわゆる昭和天皇の崩御への「Xデー」に向けた、新元号（平成）の取材活動を行った。
防衛庁担当時は、防衛大綱の取材を担当し、その頃から政治記者であったが、単発的に防衛庁から、研修講師を依頼されており、1994年10月、職員上級・中級研修講師を委嘱される。
1995年12月、外務省サブキャップを担当。ペルー日本大使公邸占拠事件発生直後にペルー入りし、半年間ペルーに滞在して事件の一部始終を取材した。1996年12月、共同通信ペルー特派員。この体験が引き金となり、記者を退職することを決意した。1997年12月31日、共同通信社を依願退社。

### 三菱総研研究員、独立総合研究所設立以降
1998年1月1日付で株式会社三菱総合研究所に入社、政策・経済研究センターにて国家戦略立案の専門研究員となる。
2000年4月、小説第1作「夜想交叉路」で第90回 文學界新人賞にノミネートされた、しかし90回の新人賞は該当者無しとなる。その後、11年3か月ぶりに小説を脱稿した。
同年5月、中川暢三市長時代の兵庫県加西市の「加西市総合計画特別審議員」を委嘱される。
同年6月には関西テレビの選挙解説者を委嘱される。2015年3月に至る迄、選挙解説、ニュース解説として『FNNスーパーニュースアンカー』に出演していた。また、同年7月、民放連から民放連賞の九州地区の選考委員を委嘱される。
2002年4月 三菱総研時代の仲間数人と独立して、有限会社独立総合研究所を設立。代表取締役社長兼主任研究員に就任。研究者として、主に安全保障・危機管理・外交・政治を専門分野とし、専門分野はエネルギー安全保障、危機管理、国家安全保障、国際関係論、国家戦略の講演・講義を行っている。同年5月には経済産業省の総合資源エネルギー調査会の専門委員に任命される。2006年1月、カタールの中東戦略会議に参加。間に招待されない年もあったが、2012年も日本から1人の参加となった。
研究者としては主に安全保障・危機管理・外交・政治を専門分野とし各所で講演・講義を行っている。専門分野はエネルギー安全保障、危機管理、国家安全保障、国際関係論、国家戦略立案。
2006年7月 経済産業大臣の諮問機関「総合資源エネルギー調査会」の原子力安全・保安部会原子力防災小委員会 危機管理ワーキンググループ委員に四たび任命。2006年12月 内閣総理大臣の任命により原子力委員会・専門委員（原子力防護専門部会所属）に就任。
2007年1月 海上保安庁の公式政策アドバイザーに就任。2007年4月 近畿大学経済学部・国際経済学科の客員教授（国際関係論）に就任した。少なくとも同学においては、2016年から2024年までの間に客員教授として講演を行っている。2016年4月から、東京大学教養学部の学生自主ゼミ非常勤講師となり、ゼミを担当。
2013年9月26日、レギュラーコメンテーターとして番組参加（出演）していた、『ザ・ボイス そこまで言うか!』（ニッポン放送）の青山が出ていた放送回が「平成25年度 日本民間放送連盟賞 番組部門ラジオ教養番組」で優秀を受賞。
2016年6月20日、大阪市北区の帝国ホテル大阪にて記者会見を行い、通算8回目の出馬依頼を受諾し、第24回参議院議員通常選挙に自民党公認で比例区から出馬する事を表明し、その際には「1期6年しかやらない。政治献金は1円も受け取らない」とし、比例区全体の6位である48万1890票を獲得し当選を果たした。
また、選挙結果の当落関係無く、6月30日付で独立総合研究所の社長職を退任する事を発表した。また、一個人の研究員として独研からの業務委託にて政策研究、作家、メディアでの情報発信活動も継続している。
2016年7月7日号週刊文春で、「青山が共同通信時代のペルー事件取材で経費を私的に流用した、として退社に追い込まれた」とする記事が掲載される。文春の取材に対して反論を行い、「虚偽の内容で選挙妨害に当たる」として、7月2日に週刊文春の記者と文春を東京地検特捜部に刑事告発した。その後、2017年1月に特捜部から告発の受理の有無についての解答が来た事を明かした。また、取材費の退職金からの相殺については、月刊Hanadaの編集長である花田紀凱は自身の取材として、「高額の取材費計上されるケースは理解出来る範疇であり、記事を掲載した文藝春秋社の松井清人社長が安倍政権を「極右の塊」と認識しているので、中傷記事が掲載される事は時間の問題であり、特段問題が無いことである」と見解を示した。

### 参議院議員当選以降

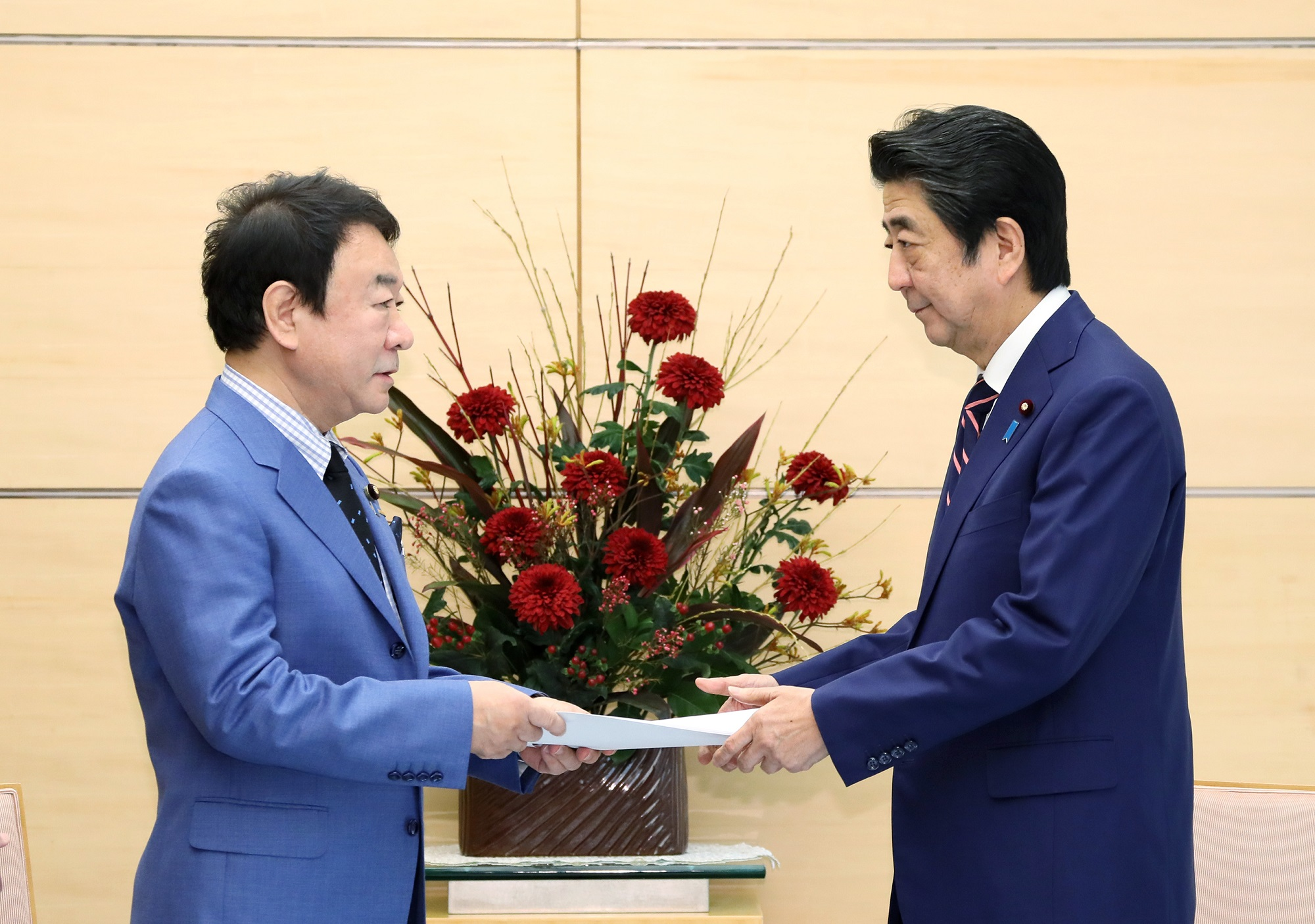
2019年、首相官邸で安倍晋三と

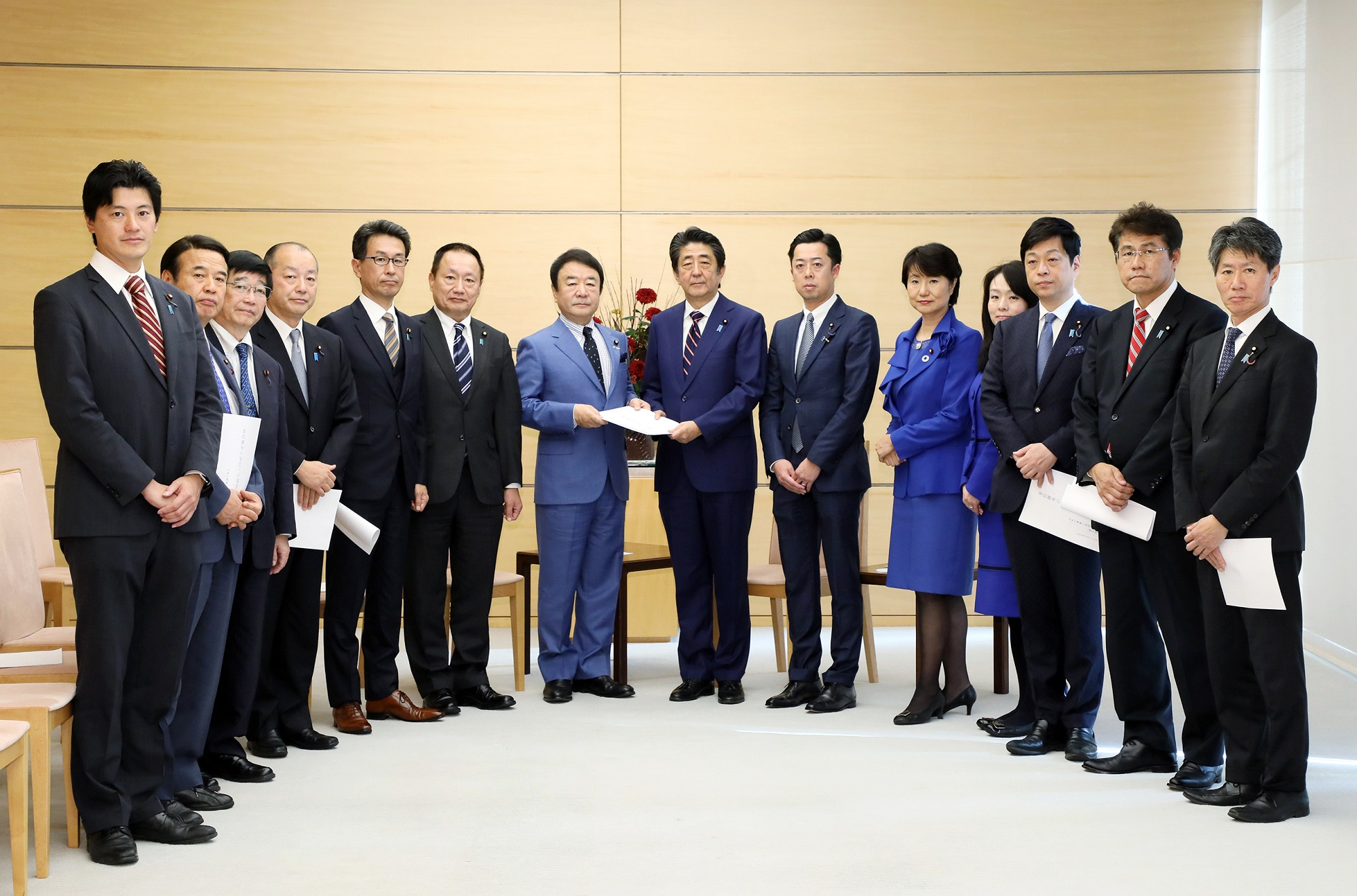
2019年11月、首相官邸にて（安倍晋三の左が青山繁晴）

2016年11月10日、所属する経済産業委員会の資源エネルギーに関する調査会にて、 改正 石油天然ガス・金属鉱物資源機構法の審議で、世耕弘成経済産業大臣（第3次安倍第2次改造内閣）等に対し初めて委員会質問を行った。その後も、所属する拉致問題特別委員会や資源エネルギーに関する調査会にて複数回の質問機会を得て、質問を実施してきた。
2017年5月17日、朝日新聞の報道から端を発した「加計学園問題」にて、同年7月10日、第193回国会文教科学委員会・内閣委員会連合審査会 閉会後第1回と7月25日の同回国会 予算委員会にて参考人招致した、文部科学省前事務次官の前川喜平、元愛媛県知事である加戸守行等に質疑を行った。また、資源エネルギーに関する調査会のエネルギー調査団として、フランスのフランス電力公社、放射性廃棄物管理機構、国際熱核融合実験炉機構等を視察している。
2019年9月、自民党参議院政策審議副会長、女性局長代理に就任。
2021年7月、山口泰明選挙対策委員長を含めた党選挙対策本部から、青山を含めた第24回当選組の任期満了に伴う、2022年7月改選予定である第26回参議院議員通常選挙の出馬意向についてヒアリングが行われ、前述の1期6年の条件を翻して出馬する意向を示した事を自身のYouTubeチャンネル動画にて明かした。同月14日に自民党は、第一次公認候補の発表を行い青山も公認候補の一人として発表された。

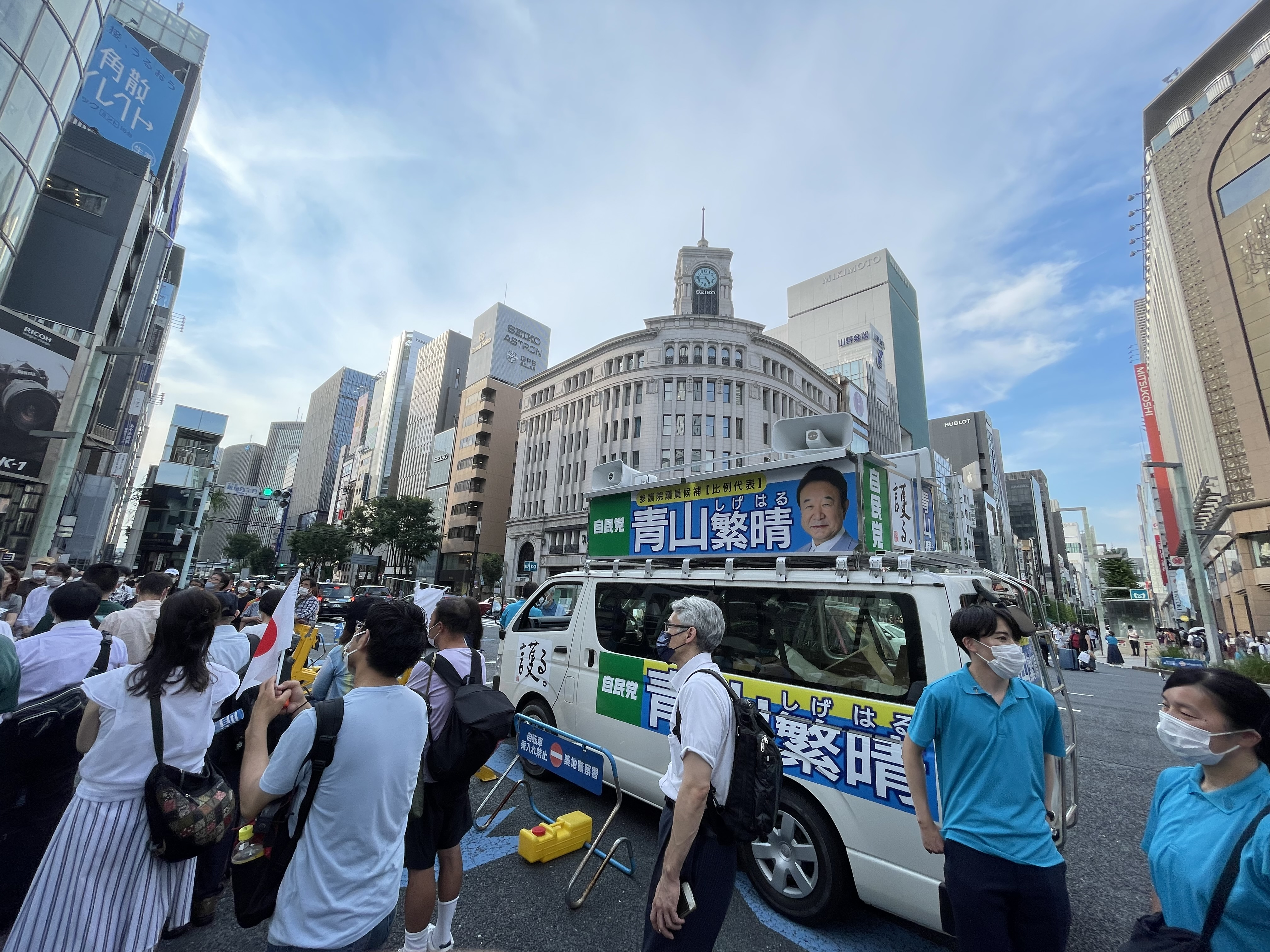
第26回参議院議員通常選挙にて使用された選挙カー。青いポロシャツの二人は選挙運動員。2022年7月2日、銀座にて撮影。

青山は「政治家には納期が必要である」として来たが、同時に、当選後間もなく例えば自民党の部会等を通して、他の官僚やベテラン、若手議員から「（官僚等にとって）困った人物が現れたが1期6年しかやらないと言ってるから（1期でいなくなるから）6年我慢したらいいんだと役所が喜んでいるよ」と言われたとも語っており同様の趣旨の発言（1期でやめる等の発言は控えるべきであると周囲から言われている等）を複数回してきた。
「青山繁晴チャンネル・ぼくらの国会」のショート動画YouTube Shortsでも「1期6年で本当に辞めるつもりでした。しかし、6年間で成果があがらなかったんじゃなくて実は成果が出て、経済産業省が自前資源を開発しようとしたり、或いは自由民主党の中で「日本の尊厳と国益を護る会（護る会）」という新しい議員集団が出来たり、出来たことが積み重なっていったので、もしここでぼくがいなくなったら大逆流を起こすから、出来なかったこと、（例えば）拉致被害者の救出、憲法改正を進めるためにも、前へ前へ進めるためです。」と発言している。
2023年10月11日に発売した著書『戦 TELL-ALL BOOK』で2024年自由民主党総裁選挙出馬を明言。11月17日には自身のYouTubeチャンネルで質問に答える形で出馬を再度明言。2024年8月23日には国会内で記者会見し、出馬に改めて意欲を示した。しかし、立候補に必要な国会議員20人の推薦人を確保できず、9月12日の告示日に立候補を届出なかった。総裁選の1回目投票では加藤勝信に投じ、決選投票では高市早苗に投票したと、自身のXで明かした。
また、総裁選後にNHKに対して自身が出馬表明が1番早かったにもかかわらず、報道しなかった事態に対して自身の権利の侵害があったとして「放送法第9条および第4条」に基づいて正式抗議。その際に『NHKは、視聴者からの問い合わせに対し「推薦人が20人集まる見通しが立っていないため」などと説明しているが、他の候補者が少なくとも5人以上、推薦人が20人集まるめどが立っていない段階で、青山繁晴だけを除外していたのであり、この説明は明らかに虚偽である』と主張。
また第102代内閣総理大臣である石破茂がおこなった衆議院解散選挙後、自民党が野党より35議席も少なくなるという事態に対して自民党の両院議員懇談会にて石破茂に「しかるべき時期に総理は辞表を出されるべき。来年夏の都議選と参院選を石破総理にやってほしいとは自由民主党に限らず民意として思っていません」と発言。
2024年11月28日、参議院環境委員長に就任。
2024年12月22日に大阪市内で自民党大阪府連が定期大会を開き、先の衆院選で落選した谷川とむの後任の府連会長に選出され就任。大阪府外の選出で直近迄大阪府連への所属が無い議員の会長就任は異例であると報じられた。2025年7月27日、第27回参議院議員通常選挙大阪選挙区での自民党候補敗北を受けて辞任を表明した。青山は参院選の選挙期間中、石破の来阪に公然と反対した。青山はこのことで「（岩盤支持層が）少し戻り、それが接戦の要因となった。本当ならもっともっと離れていた」と主張したが、府連内からは「青山さんの理屈で党内野党のような戦いをした結果、『それなら野党でいい』と支持者が離れた」と疑問視する声も出た。

## 政策・主張

### 憲法
「現行の日本国憲法は連合国軍による占領下で連合国によって作成されたもの」とし、「ハーグ陸戦条約にも抵触する」と主張している。また、改憲論者だが、自民党の憲法草案には反対で、「大日本帝国憲法を含め、オリジナルの憲法を作り直すことが必要だ」と主張している。
- 憲法前文の「平和を愛する諸国民の公正と信義に信頼して」については、「国連加盟国192か国それぞれ全ての国に、国別に192通りの公正と信義があるにもかかわらず、日本国憲法前文は、あたかも唯一の公正と信義があるかのような記述になっている。「国情により異差のある公正と信義」を認識していないのが日本国憲法前文であるとし、これでは日本国民を守ることは出来ないという見地に立っている。 故に、抑止のための軍事力は必須のものである」と主張[56]。
- 日本国憲法第9条については「『国家国民をどうやって守るのか？』ということが一切書かれておらず、改憲しないのであれば、未来を見据えて、どうやって守るのかが書かれた第三項または、九条のもとに安全保障基本法が必要だ」「九条と前文は対になっており、本来九条で書かれるべき国民を守る手段は前文（平和を愛する諸国民の…）に書かれているが、国際社会においては諸国それぞれの国益において信じる正義があって、あたかも唯一同一の『公正と信義』があるかのような認識の憲法では、本当に日本国民を守ることはできない」と述べている。また、以下のように主張している[57]。
  - 1項は、戦争の反省に立った不戦の誓いであると同時に、過去の否定であるとの認識。自衛隊が出動するということは、例えば沖縄県を巡り中国と国際紛争が勃発した際、憲法ではこれを禁じている。しかし自衛権を行使する時は、当然国際紛争になっているので、何故自衛権が必要なのだろうか。揉めているからこそ自衛権が必要なのであり、本来ならばこの項は「不当な侵略には用いない」と記述すれば充分とし、致命的な「武力による威嚇」も永久に放棄すると定めているという解釈をされるので、改正すべきと主張[57]。
  - 2項には、「陸海空軍その他の戦力は、これを保持しない」とあるが、「その他」の定義が何も無いので国民がどんな目に遭っても戦う手段が無く[58]、「その他の戦力」も認めないとなると、何でもない日常の生活道具が「その他の戦力」に変わってしまうので、文面通りだと四肢を切り落とさなければならない、と述べている[59]。「交戦権を持たない」と明記されているが、これも、帝国軍隊を持たないという過去の否定であると認識。我が国は、国の交戦権を認めていない。 交戦権を認めないということは、具体的に言えば、国民が他国に拉致されても取り返しにいけないということだと解釈されており、9条は武装解除のための憲法だとしている[60]。また、今まで現行憲法と憲法英原文を比較する機会が隠されていたので、憲法を自分の言葉で作る機運が無かったと指摘している[61]。また、拉致被害者を取り返すために他国では自国の軍を使ってでも取り返すのに、日本は憲法9条の1項、2項の縛りがありできないので、今すぐにでも改憲をして取り返さないと拉致被害者と被害者家族の年齢を考えたら時間が無いと主張している[62]。
- 2017年5月3日、民間憲法臨調の改憲シンポジウムにて安倍晋三がビデオメッセージで表明した、「1項と2項は堅持したうえで、自衛隊の根拠規定を新たに盛り込む」案[63]に反対しており、「2項が残ると、自衛隊が「その他の戦力」に必ず含まれるので「保持しない」と明記されてるのに、自衛隊が存在してる矛盾をどうやって教育の場で子供に教えるのか?」としている。その後、自民党の女性宮家等勉強会を実施している「焼き鳥会議[64]」のメンバーである長尾敬、山田宏、山田賢司等の有志へ呼掛け[65]、現実の問題改憲議論を進める妥協案として、第3項として「前2項の規定は、自衛権の発動を妨げない」と規定するという条文を盛込む自身の改憲案を発表した[66]。

### 安全保障
- 自衛隊に代わる組織として、国民防衛を主眼とする「国民軍」の創設を主張している[67]（志願制の国軍[68]）。同じ敗戦国のドイツは1950年に新しい軍の創設を行い、1955年にドイツ連邦軍を発足ができたことを振り返り、「ドイツが立派で日本が愚かという観点で考えず、世界は戦争に負けた時どうするかを考えて来て、日本は一度も戦争に負けて来なかった差がある」という指摘をしている[69]。
- 日本固有の武士道の精神に基づき、戦いに無関係である一般市民を無差別に殺傷する核兵器の使用には、「世論が核保有に傾き、核保有反対が少数意見になろうとも、私は命ある限り核（兵器保有）に反対する」として一貫して反対の立場を取っている[70][71]。
- 第2次安倍内閣以降の安全保障施策である、国家安全保障会議の設立、武器輸出三原則の見直し、特定機密保護法、平和安全法制、共謀罪の要件を盛り込んだ組織犯罪処罰法に賛成している。
  - 国家安全保障会議については、民間人時代に青山は有識者会議の委員を務めていたが、「敗戦後から70年を経て、初めて自前で国家と国民を守る体制が出来るキッカケであり、テロ等の危機を全部一元的にさばく実務能力有する組織なので、日揮社員等が拘束された、アルジェリア人質事件と同様なテロのケースにも対処が出来る」と主張している。ただし、この組織体の呼称がアメリカ合衆国にある同じ会議体名に準えておりイヤだったと主張している[72]。
  - 武器輸出三原則については、国内で開発している武器の値段が高値過ぎて、一部の企業でシェア独占している状態は好ましい事で無く、安価で輸出される事で、中国製等の安価で輸出している武器に取って変われば、中東で出会った武器商人から聞いていた、紛争国の弱い部族にタダで武器を供与し、その相手に更に性能の高い武器を高く売り付けてる話を鑑みても、平和貢献出来ると主張している[73]。
  - 特定機密保護法については、スパイ防止法とは比較にならない程、罰則は厳しく無く「この法律によって記者が国家公務員等に今後取材出来なくなる、そんなことは記者の現場を知らない方のおっしゃることじゃないかと思います。」と参考人質疑で証言している。
  - 平和安全法制については、例えば、国連PKO協力法を改正したが、PKO活動中に殉職した、岡山県警察所属の高田晴行警部補や自身が社長を務めていた独研に研修生として受け入れていた陸上自衛官がイラク戦争で敵から迫撃砲の弾がヘルメットを頭をかすめた時の例として引用し、「自身を護る事が出来ずにいるので、現状何も変化が無い」と主張している。また、この法律が可決しても、自衛隊が法律上で軍としては取り扱われないため、自衛隊法に基づく自衛隊の行動については、ポジティブリスト方式を採用しているため、集団的自衛権の容認に伴う武力行動については、「これまで自衛隊員の手足を縛っていたが、縛られたまま手足が伸びるだけ」と例え、「根本的には異様な法体系であることには変わらず、余計固定化する」と激しく批判しており、国際基準であるネガティブリスト方式を採用し、その上で自衛隊員が動ける様に軍法会議を設置しないと、国防行為として武力行動をした際に、刑法の殺人罪等で裁かれてしまう事が居たたまれないと指摘している[74]。
- 沖縄本島に駐留する在日米軍の基地について、普天間基地移設問題で大手メディアで報道される事はあくまでも「海兵隊問題」で、海兵隊の役割は敵を殲滅する事が目的で、その為に滅茶苦茶な環境下での訓練を経て戦闘に挑んでいるので、その副作用が巷の生活に現れてしまう事を、米軍も中々その点はアナウンスしない事を指摘している。沖縄に関する特別行動委員会（SACO）で合意した、名護市辺野古のキャンプ・シュワブ地域への移設案には、元来から反対であると主張している[75][76]。その理由は、海兵隊が既に持っている基地に至近で便利だから辺野古が採用されたので、自然環境の保護等の観点が外れてる[77]、ので北部のやんばる地域に所在する北部訓練場の方が騒音が減少しやすく街から離れているので適していると主張している[78][79]。

### 皇室
- 平成・令和期の皇位継承問題における、女系天皇容認論については、「万世一系を辿って来た皇室の在り方を否定する」として反対の立場をとる。また、「男系」・「女系」というのではなく、「父系」・「母系」という用語を使うべきだと主張している。特に、民主党政権の野田第1次改造内閣時代にも、野田佳彦首相が女系天皇容認派の園部逸夫元最高裁判所裁判官を『女性宮家』検討担当内閣官房参与に起用して女系天皇を皇室典範に記載する動きを批判していた。天皇明仁の譲位（明仁から徳仁への皇位継承）に伴う、女性宮家について、前述の項にて、自民党有志の「焼き鳥の会」メンバーにて、勉強会を実施している[80]。また、日本の戦後に皇籍離脱した旧宮家の復帰に関して「もし皇統譜にお戻りいただければ、皇位継承者となり得る。」と発言。
- 明仁天皇の譲位が決定される以前から、明治以降に天皇の住居である皇居を東京都に置いている事に強く反対しており、「江戸城は武家屋敷で、元々は徳川家の将軍が自分たちの利権、利益、権力を守るための砦であるので、堀が深いので、平民の事を常に気に掛けてる天皇陛下の生き方と合致しない」と主張し、その上で（本来の天皇の住居である江戸時代までの京都御所は）お堀もなければ砦もない。塀はとても低くて中が見えてしまう位な理由は、歴代中国や西洋の皇帝や国王などは古代から自分と一族で利を独占するため、民衆から襲われる心配を鑑みて、堀を深く、塀を高くして自分を守っているが、天皇陛下は私心を脱せられ、民にこそ重きを置かれ、民衆から襲われる心配がないご存在である。ところが東京の皇居は、天皇陛下のお住まいとしては奇ッ怪な姿のまま現代に至っている。また、都知事選の際に、東京が法令上「首都」の定義・規定はなされておらず、その理由が奠都であるので、東京奠都は都を2つ置いている状態であるので、本来の姿に、堀も無い京都御所が本来の御所であるので、お戻りになるべきと主張している[81]。
- 仁徳天皇の『日本書紀』に記されている、「民の竈（たみのかまど）」が本来の日本人の考え方、日本の国家理念であるので、「中国や西洋の皇帝や国王といった君主制の存在意義が相違する事を鑑みれば、敗戦後に連合国から民主主義（選挙といった多数決で行う議会制民主主義）を教えられた訳では無くて、日本には建国時から本来のオリジナルな民主主義があるのだから、尊い事である」と主張している[82]。

### 選挙制度
- 議員当選前から衆議院議員総選挙の小選挙区比例代表並立制には反対を主張している。その理由は、「衆議院議員は地域の代表であるが、小選挙区比例代表並立制が日本の国民性とに合っておらず、選挙区の区割り状況を鑑みても、投票の際に日本の地方議会の地区代表を選択する様な状態で死票が多くなり、多様な意見を反映しにくくなるので、党利党略を抜きに与党が不利になっても選挙制度を変えるべき」と考えており、青山は「大選挙区制に変更すべき」と主張している[82]。逆に参議院は、戦前・戦中期の帝国議会時代の貴族院の様に戻し、定数は削減する事を主張しているが、「その分本業を持った人間が議員に立候補し、職業でなくボランティアとして政治活動するべき」と考えている。そのため、当選以降、自身が番組参加（出演）している出演者や読者並びに青山の支持者（ファン）に対して、「貴方が立候補して、選挙に出馬してください」と呼びかけている。ただし、小選挙区制にも良い所があり、有権者の居住住所から至近に選出議員及び立候補者の地元選挙事務所を構えているので、代議士及び秘書、スタッフ等を訪問して、自身が考えてる政治課題について質問して投票行動に移す事を有権者に勧めている[83]。
- 議員バッジについて「自分が議員になって付けるわけにいかない。（国会の）外で付ける理由ない。（バッジを付けている議員は）偉そうにしたいから付けてるんじゃないか?」との内容を発言しており[84]、公務の際にはバッジを常時着用している[注 6]。
- 2021年、武蔵野市の松下玲子市長が外国人に投票権を認める条例案を市議会に提出したことに対し、長島昭久議員とともに条例に反対する街頭演説を行った[85]。

### ジェンダー
- 選択的夫婦別姓に反対[86]。
- 同性婚制度の導入に反対[86]。

### エネルギー問題

#### 自前資源

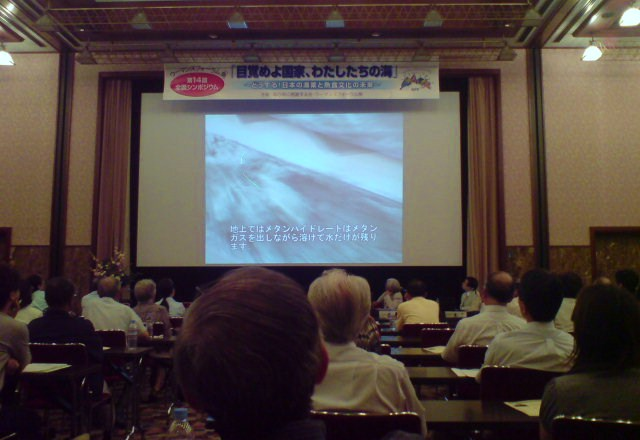
ウーマンズフォーラム魚全国シンポジウムで紹介されたメタンハイドレート。壇上スクリーン右下の人物が青山

- 「日本周辺の資源開発を進めるべき」という立場で、メタンハイドレートが日本のエネルギー問題を解決する切り札と見ており、アジア諸国への安価で輸出の可能性があるので、メタンハイドレートは日本人のためだけでなくアジアの希望でもあると主張[87]。
- 2004年以降、青山は独研の自然科学部長である千春から、表層型メタンハイドレート調査の業務報告を受けるようになり[88]、その中で海底でむき出しで取り出し易く、商用化し易い表層型の研究予算が付かず、海底深く砂と分離しないと採掘出来ない太平洋側の砂層型ばかり研究開発費用が優先される状況を変えるため、「表層型メタンハイドレートの普及活動」を国会議員、官僚、文化人、マスコミ、民間企業人に対し行っていった[89]。内閣、経産省、学会は太平洋側の砂層型に重点を置いて調査研究をしているが、商用化し易い表層型から開発を行い勃興すべきと主張[注 7][90]。当時から、独研としてその予算を1円たりとも受け取っていないことを青山自身が明言している[91]。

#### 原子力行政
- 福島第一原子力発電所事故[注 8]が発生後、2011年4月15日、福島第一原子力発電所から20km以内が警戒区域に指定される直前に発電所周辺で、2011年4月22日には、原子力安全保障専門家としては初めて原発構内に立ち入って吉田昌郎福島第一原子力発電所所長と意見交換を行い、視察について吉田所長の対談映像を含めた詳細な報告をおこなった[92][93][94][95][96][97][98][99]。原子力委員会の専門委員を務めていることから、同年5月13日の参議院予算委員会に参考人として召致され答弁した。答弁で、「原子炉建屋は実は津波の直撃を受けた段階ではまだしっかりしていた」、「実際は事象、事故が始まった後の判断ミスなどによる対応の遅れによって水素爆発が起きて、放射性物質の漏えいの大半も、全てではありません、正確に申しますが、多くのものもその事後の言わば判断ミスや操作ミスによって起きた人災と考えるべき」などと主張した[100]。なおこの件に関しては政府、国会、民間の調査団体等が運転員の証言や運転日誌などの状況証拠に基づいていくつかの検証を発表したが[101][102][103][104][105][106]、2013年5月に最終的に東電が事故当時の発電機の起動状況を示す電流・電圧記録を公表し、2011年3月11日午後3時36分59秒に津波によって原子炉の電源が喪失していたことが明らかになった[107]。

### 教育制度
- 年齢で区切っている6・3制には否定的で、「下の者が上の者を敬い、上の者が下の者を尊ぶ事が蔑ろにされやすい」ので、寺子屋式の教育に戻すべきと主張しており、青山が独研の社長時代に教育科学部（準備室）を立ち上げて、寺子屋式を既存の学校に導入しようと試みたが部署格上げを断念した。受け入れ先の現場の教員達から負担増等を理由にされた結果であった[108]。ただし、若年層での詰めこみ暗記は必要であると考えているが、受験勉強のための詰め込み教育については否定しており、その様を母親から「受験勉強の絞り滓[109]」と教えを受けており、受験勉強の勝者が東京大学法学部出身者で、国家公務員試験の成績順で官庁や法曹界に巣立って行った結果、トンデモ外交官が大使に就任するケースもあり、戦前後の外交や第二次世界大戦の敗戦にも繋がっており、日本国の根っこに繋がってるとしている。
- 幼児教育の大事さを認知しており、塚本幼稚園での教育勅語を暗記する等の愛国心を教える教育方針には賛成しており、教育方針や親御さんの志には感銘を受けていたと主張していた。[要出典] しかし、幼稚園の運営母体である、学校法人森友学園の瑞穂の國記念小學院開校に伴う、国有地の取得の件で籠池夫妻と関係を政治活動家の菅野完等に指摘されたが[110]、自身は「塚本幼稚園についての認知はあるが、上部団体である学校法人については認知してなかった」と主張している。
- 戦後の反戦平和教育には否定的で、特に後述している、硫黄島の戦いや沖縄戦の白梅の塔について、「只、戦わずして平和を維持出来る訳では無く、如何にして国を護り、どんな国造りをすべきか」を教育する必要があると主張している。そのため、只「戦争は良くないので戦うべきでない」と反戦を主張するテンプレートの様に発言した、後述の『FNNスーパーニュースアンカー』（関西テレビ）でインタビュー、対談をした渡辺謙や学徒隊OGの語り部や沖縄本島の言論空間で多勢を占めている、命どぅ宝というスローガンは間違いであると指摘している[111]。
- 小中学校の義務教育のカリキュラムに、旧文部省・現在の文部科学省と癒着もしてきた日本教職員組合（以下、日教組）の主義主張が盛り込みやすい事に否定的である。しかし、自身も「淳心学園では日教組に所属している教師から教育を受けた経験は無いが、淳心ではヨーロッパの教育なので、国旗と国歌には深い敬礼を持てと教育され、小学校は公立の学校を卒業しているため、同じ教育を受けているので、日教組だけを悪者にする言い分は違うし、現状が良くなるとは思えない」と主張している。青山は共同通信の記者時代に、初代の槙枝元文に取材経験があり、主張を聞いていると、「日教組は社会主義にしたい教育にしたいと取れ、全員同じ労働者と見做してから、モデルとして北朝鮮の主体思想を理想とみている」と主張している[112]。

### メディア
- 日本のメディアのパターンとして、映画、テレビドラマの様に特ダネを求める記者像とは全然違い、特オチを気にしており、大手新聞社の東京最終版の一面に載っていない記事が出ないようにする、横並び体質を批判している[113]。
- 日本を褒める物は売れないと考えの違うメディアの人間との酒の席で言われることもあり何度もストレスが溜まると吐露している[114]。
- 朝日新聞を宅配定期購読していることを常々発信し、その理由は「考えの違う相手の主張を確認し、記事の執筆手法でどの役所の官僚や政治家に取材したかが分かるため」としている。2015年からは、並行し産経新聞も宅配定期購読をしているが、官僚や政治家に電話で意見交換する場合のきっかけは朝日の場合が殆どだと指摘している[114]。
- ニュース番組、ワイドショー、情報番組に出演しているコメンテーターが専門的な知識を持っておらず、いい加減なことを論評しており、そのコメンテーター達の多くは芸能プロダクションと所属契約もしくは業務提携をしている大学教授や作家だとしている。その立場の人間が、「ウチの事務所は、強いので様々なテレビ局に顔が利く」と自慢げにし[115]、生活の糧にしており[116]、そのため、現行憲法の言い分をベースにしか発言することを実行してると指摘している[117]。
- ジャーナリストの定義に対し、売れる物という考え方を示しており、自身が組織に属した経験からフリージャーナリストに対し、大手メディア所属からするとマトモに取扱うことがほとんどない[注 9]。また、フリージャーナリストの問題として、大手メディアが自分が取材した記事、映像、音源を買って貰いたいから、横との繋がりで徒党を組んで事の騒ぎを大きくし危険を冒すことがある。「ジャーナリスト」の呼称を使わないように心掛け、「（染まらない、利潤を追求しない）記す者」と意識しているとの見解であった[118]。

### 対北朝鮮外交・拉致問題
- 選挙に出馬した最大の理由として「拉致被害者の1日でも早い奪還」としており、当選以後は拉致被害者の奪還交渉として、「自分を交渉役として北朝鮮へ訪朝させて欲しい」と安倍や官邸に対して、申し入れをしている。ただし、アントニオ猪木の様にのべつ幕無しに訪朝する訳ではなく、「民間人と公的立場での訪朝の意味が違うので、拉致被害者の救出が先で、そのために憲法や法律を合わせて行くのが当たり前で親書を携えて出ないと訪朝出来ない」と前提条件を提示している[119]。
- 2018年時点で、内閣府の拉致問題対策本部は、組織が「政府・与野党拉致問題対策機関連絡協議会」と「拉致問題に関する有識者との懇談会」の3つに分離し、会議体間の連絡のやり取りのみで機能しておらず、拉致に関する情報を外務省が独占し、警察組織の人間等から見ると全く情報がなくて、青山の会社に訪問して、話を聞きに来る位手詰まり状態であると指摘し、民間人時代、選挙時の公約である、拉致被害者奪還の策の1つとして対策本部は解体すべきで、その上で新しい官邸直下の交渉チームを創設すべきであると主張している[120]。
- 2016年、参議院議員当選後所属した北朝鮮による拉致問題等に関する特別委員会について、「特別委員会の設置をしているのに、拉致問題担当大臣が兼任大臣のためスケジュールが確保出来ないため開会出来ず、開会出来ても委員会質問で拉致に殆ど関係無い質問をする野党議員がいる状態では、拉致事件解決の逆テーマ（オウンゴール）状態にして相手に余裕を与えている。日本の国会議員がやるべき事すらやれてないから、未だに北朝鮮にナメられていて解決出来る訳が無い」と主張[121]。
- 北朝鮮の工作活動については、以前から「日本国にスパイ防止法が無いからであり、自由にやりたい放題な状態である」と指摘してる。また、諜報活動として、巷に深く浸透しており、特に日本のメディア業界の人間に深く食い込んでいると主張している。その理由として、青山が政治記者時代に共同通信の総理官邸記者クラブの先輩から突然、普段から飲み歩いて無い「錦糸町の焼肉に行こう」と誘われたが、当時から付き合いのあった情報機関担当者に話をしに行った際に、「彼はスパイだと」と指摘され断った。そのまま食事に行っていたら、妓生パーティに誘われ、北朝鮮の側に取り込まれてしまっていたとしている[122]。

### 歴史認識
- 「真珠湾攻撃は、米国によって巻き込まれた陰謀（真珠湾攻撃陰謀説）であり、ハル・ノートについてはシカトすべきだった」と主張している[123][124]。また、「奇襲攻撃と日本の多勢が示しているが、外務省の怠慢によって駐米日本大使館の職員が宣戦布告文書をタイプライターでタイピングするのに時間が掛かり、アメリカ政府側に伝わるのが遅れたので、奇襲攻撃では無い」という主張をしている。また、「昭和天皇の意思としては、日本は民主主義国家であり、アメリカ・イギリスとの協調外交を希望しており、ナチス・ドイツやイタリア王国のような成り上がり者の国家と同盟関係を結び米英と戦争することは、決して本意ではなかった」としており、「総理大臣ではなく、明治憲法下で統治権の総覧者かつ陸海軍の大元帥であった天皇陛下とアメリカ大統領による日米首脳会談を行い、日米両国の友好によってアジア・太平洋地域の平和を構築すべきであった」と主張する[要出典]。
- 北方領土返還については、「外交は話半分がセオリーなので2島、4島で交渉しても意味が無い。」「また、「知床旅情」の歌詞は嘘で、知床半島国後展望塔から国後島まで26km程で遠く無い[125]。」「また、サハリン（南樺太）、ユジノサハリンスクとメディアでもずっとそれだけ言っているが、日本は確かに本当は樺太で豊原も含めて樺太の南半分（南樺太）は日本の町でサンフランシスコ講和条約で放棄したとされているが、その条約にソ連つまりロシアは加わっておらず[126]、現在でも日本と有効な条約はポーツマス条約の内容なので、ロシアの不法占拠状態（未決着地）で領土と決まっておらず、交渉のテーブルに千島列島含めて交渉して、初めて4島戻って来る。」と主張している。
- 慰安婦に関するアメリカ合衆国下院121号決議に反対する意見広告（THE FACTS）の賛同人として名を連ねている[127]。2015年12月の日韓合意については反対の立場を取り[128]、安倍にも合意すべきでない旨を伝えた[129]。
- 第1次安倍政権時、河野談話を肯定したことに対し、「村山談話はともかく、河野談話は認める必要があったのか」「アメリカ合衆国下院121号決議採択は、河野談話肯定が致命的な失策だった」と批判した。また、2015年4月29日の上下両院合同演説の草案作成時には、「今上天皇（当時：明仁）のお言葉（2003年12月18日のお誕生日に際しての記者会見）をもう一度読んで、内容を見直すべき」と内閣官房の当局者に意見をぶつけていた[130]。
- 731部隊が行ったとされる細菌実験や人体実験については、「その証拠が残っており、動かし難い事実である」との立場である。「中国は「南京大虐殺」の問題に決着が付いた後、次の歴史カードとして731部隊の問題を出してくる」とし、日本は先手を打って731部隊を議題にし、日中共同の歴史研究をもう一度やり直すべきであり、日本に都合の悪い部分も全部出すことによって、初めてカードを封じ込めることができると述べている[131]。

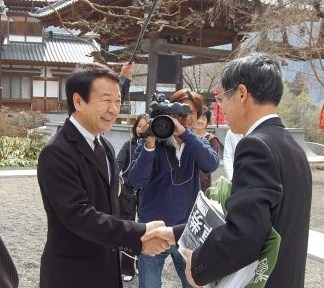
当代栗林家当主と握手する青山（左）

- 硫黄島については、原則立入り禁止の硫黄島に上陸し自由に1日視察が出来る許可を、約2か月半の交渉を経て当時の防衛庁局長から得て、2006年12月9日、『FNNスーパーニュースアンカー』（関西テレビ）の取材として上陸した[132][133]。2007年5月29日、第1次安倍内閣時代に官邸での昼食懇談の席上[134]、安倍に対し、硫黄島の戦いのレクに加えて、「間違った呼称である『いおうじま』を止めさせて欲しい[注 10]」、「自衛隊基地の滑走路を引き剥がして、その下に残されている遺骨を収集して欲しい[注 11][135]」という二点を主張した[注 12][136][137]。当選以後、青山は超党派議員連盟である硫黄島問題懇話会に所属し、2017年6月20日、衆議院第1議員会館にて開催された懇話会総会にて[138]、硫黄島の戦いに参戦した大日本帝国陸軍、大日本帝国海軍に所属していた遺族で組織されている「硫黄島協会」幹部に対して「若年層の修学旅行や社会人の教育現場として渡島出来る環境を構築すべき[注 13][139][140]」と主張した[141]。また、2012年以降の遺骨収集事業で遺骨が収容出来た数が停滞しているため、同年11月30日の第195回国会 参議院予算委員会[142]に於ける質疑で、過去3回の硫黄島に渡島経験[注 14][143]を踏まえ、「（遺骨収集事業で）硫黄島滑走路下を含む周辺の遺骨収集に関する情報提供が足りない。現に自衛隊が滑走路を使用している為、なかなか引き剥がしにくい事情や（渡島時に）陸海空の自衛隊が協力して滑走路の一部を掘っていることを確認ので、滑走路以外のところの再調査も含めて今後予算をつけていただけるかどうかの瀬戸際だ」と主張し、小野寺五典防衛大臣と厚生労働省大臣官房審議官及び安倍に対し答弁を求めた[注 15]。しかし、菅直人が野党時代[144][145]や内閣総理大臣時代に渡島して、遺骨収容について自分の手柄の様にアピールしているが[146]、遺骨の埋蔵資料調査は厚労省官僚が動いているが、アメリカ合衆国のアメリカ公文書館頼みで依存して、収容し易い摺鉢山の山麓やアメリカ海兵隊が日本軍人の遺体の処理に困ってぞんざいに埋めた、滑走路の西側の集団埋葬地から収容し、渡島についても当日閣議があったとは言え、滞在時間も10分程度で囲み取材を行い、自衛隊基地の滑走路地区を無視する等のやり方を批判していた[147]。
- 共同通信社入社年の1979年8月、夏季休暇で沖縄戦の戦跡を見るため沖縄本島に行った際、現地のタクシー運転手の案内で「白梅の塔」を訪れ、塔の裏手へ回り、下部の扉を開くと中に真っ白な人骨がうず高く積まれているのを目にした[148]。その後、『FNNスーパーニュースアンカー』（関西テレビ）の取材を通じて、白梅同窓会と出会ってから交流を持つようになり、「沖縄には9つの学徒看護隊があるのに係らず、ひめゆりは観光地化されているのに、白梅は沖縄県民ですら忘れている存在なので、白梅の塔を訪問して欲しい」と主張している[149][150]。特に、日教組等で平和教育の指導的な立場の人間程、白梅学徒隊や白梅の塔の事を知らないと述べている[151]。
- 靖国神社は私的な施設にしておくのではなく、国家護持にすべきと主張し、本殿隣に賊軍として祭られてる鎮霊社の英霊も本殿の霊璽簿奉安殿で祀るべきと主張している。また、遊就館の展示内容については、「何故、戦争に負けたかという理由をフェアに明示するべきだ」と主張している[152]。

### 旧統一教会について
- 2022年9月2日、共同通信社により、旧統一教会またはその友好・関連団体等、信者から資金、選挙支援を受けておらず、集会出席・祝電打電等を行っていないとのアンケート回答が公表された[153]。9月4日には朝日新聞社でも同様の回答が公表された[154]。
- 自民党のある派閥で旧統一教会の票の割り振りをしていることについて、その派閥の長に「この宗教団体の支援を、一般の有権者が知らない、明らかにされていないのは問題」と指摘し「見直すべき」と諫言した[155]。

## 人物
座右の銘は「脱私即的（だっしそくてき）」（意味：私を脱し、本来の目的に付く）で、早稲田大学政治経済学部を卒業してから共同通信へ入社するまでの26歳の頃に、自身の体験から考案した造語である。他にも、「深淡生」（深く淡く生きて死す。即ち≪思い切り自由に、深々と謙虚に、淡々と強靭に、命のまんなかは真実でいよう≫の意）も座右の銘として挙げている。また、「武士道精神」を重んじ、『葉隠』を愛読している。
国会議員当選前の肩書きについては、「実務家」であると定めている。自身が特に、「ジャーナリスト」、「評論家」、「タレント」として見られることには常々否定的見解を示しており、2002年4月に独立総合研究所を設立してから2016年7月に国会議員になるまでは、自身の第一の肩書は実務家「独立総合研究所社長」としていた。

### 趣味・嗜好
- 「原稿を書く日本語への愛情を感じられる」ということでMicrosoft Wordでは無く、ジャストシステムの一太郎を使用している[161]。愛用しているノートPCはパナソニックLet's note[162]。
- 趣味として「スポーツをすること」を挙げており、特にアルペンスキー・モータースポーツを得意とする。父親が教習所を経営していた関係で、小学生の頃から教習所が休みの日にコース内で運転を教わっていた[8]。モータースポーツについては、共同通信社へ就職後更新していなかった、JAF国内A級ライセンスを2009年にツインリンクもてぎで再取得。2015年時点の愛車はロータス・エリーゼとロータス・エキシージCUP260 通称「繁子号」と命名[163]。2015年、「LOTUS CUP JAPAN 2015」シリーズのLCJ Class 2にてスポット参戦した[注 17][164][165][166]。2018年7月現在、自民党モータースポーツ議員連盟に参加し、同チームとして国内アマチュアレースへスポット参戦している。また、ダイビングのライセンスも持つ。この他に乗馬や水泳、テニスなどをすることもある[167]。以前は、ゴルフについては仕事上の付き合いでプレイすることもあったが、自身の性格には合っておらず、あまり好きではないので近年はプレーしていない[168]。
- 飼い犬に「繁子」と名付けている[169]。また、繁子と一緒に週刊誌のグラビアデビューを飾った[170]。
- フランツ・カフカ『変身』、安西冬衛『春』、吉田満『戦艦大和ノ最期』、童話『泣いた赤おに』、ドストエフスキー、ランボーの作品、立花隆の著書を愛読[167]。
- 音楽では、クラシック音楽はシューベルト『未完成交響曲』、作曲家はベートーベン。ジャズはジョン・コルトレーンが好きで、彼の『朝日のようにさわやかに』（Softly, As In A Morning Sunrise）がお気に入りである。ロックではサンタナの『ブラック・マジック・ウーマン』（Black Magic Woman）。ほかにスペイン人歌手のロシオ・デュルカル（スペイン語版）や、女性クラシックギタリスト・村治佳織などを好む[注 18][171][167]。
- 絵画では、レオナルド・ダ・ヴィンチ『最後の晩餐』。画家はゴヤ。彫刻ではミケランジェロ『ダビデ像』で、彫刻家は高村光太郎など[167]。また、京都市東山区祇園に所在する画廊の求めに応じ[172]、現代アートの個展を開催した[173]。
- 映画では、テリー・ギリアム監督『未来世紀ブラジル』（Brazil）。もう一度見たい映画は、リー・デヴィッド・ズロートフ（英語版）の『この森で、天使はバスを降りた』（The Spitfire grill）。映画監督ではフランコ・ゼフィレッリ、女優ではリュドミラ・サベーリエワやメリル・ストリープ、男優ではクリント・イーストウッドを好む[167]。
- 酒豪であり、本人曰く「（最高で）1晩に1升半ほど飲む」[174]と言っている。
- 日本国のオリジナルカレンダーである、神武天皇即位紀元（皇紀、紀元前660年を元年とする暦）を非常に大切にし、特定の番組で暦を読み上げる場合や著作へのサインを入れる際には皇紀で記入している。

### 交友関係
- 交友関係は主義主張が反対の友人が多く、記者時代からリベラル派の簗瀬進、保守の西村眞悟といった弁護士出身の国会議員らと親しく、政治部記者時代は外務省担当時に当時：朝日新聞の記者であった吉田慎一テレビ朝日ホールディングス代表取締役社長、西村陽一朝日新聞社取締役がいる[175]。

### 健康
- タバコについては、学生時代に長兄と同居時にKOOLを勧められて吸っていたが、後に金欠になり止めてしまった。また、栄養ドリンクについても効果が全くでない体質であると吐露している[176]。
- 過去、スキー滑走中のアクシデントで足の骨を3回位折っているが、2009年2月27日、出張で訪れていた長野県内で2時間の空き時間中滑走していたら、ジャンプ台でジャンプして墜落。左側の腰椎横突起5本を骨折した。当時、消防大学校の講師をしていたため、自ら119番通報出来ず、人を介して通報し運ばれた。その後、入院中の病院から抜け出し、長野県から東京都の自宅まで自身で運転して戻り、翌日の佐賀県内で催された講演会に復帰した。その後の病院での検査では、歩行障害残ると医師から告知されていたが、今では腰椎の筋肉が強化され以前より調子が良くなったと回想している[176][177]。
- 2010年11月3日、『FNNスーパーニュースアンカー』の番組参加後、関西テレビから近い病院に搬送され、尿路結石に罹患したことを明らかにした。1日わずか2時間の午睡時にも眠れないほどの激痛だったが、前年の2009年に出張で浜松駅に居た時にも同様の痛みがあったが、そのままにしていた事が原因としている[178]。
- 2010年11月1、2日の人間ドックで大腸にポリープが見付かり[179]、内視鏡での除去手術を受けた。その後、切除されたポリープを病理解剖に回し、検査結果が初期の大腸がんと診断され、2011年2月17日に切除手術を受け[180]、退院の間も病院を抜け出し仕事を行っていた[181]。
- 2011年3月7日の朝に腸閉塞に罹患したことを明らかにした。3月9日に腸が破裂する位の状態で青山の自宅近所の開業医から点滴治療を受けた後、番組出演する予定だった『FNNスーパーニュースアンカー』を休んで、腸が破裂する可能性があったのにも関わらず、羽田空港から伊丹空港を経て大阪へ入り、番組内で告知した尼崎市内で催された講演会にて講演後、帰りの東海道新幹線車内のトイレの中で泡を吐き続けながら新大阪駅から品川駅まで戻り、大腸がんを切除した病院へ入院して事無きを得た[182]。
- 2015年、無呼吸症候群のため、口蓋垂を切除した[183]。
- 2015年時点で睡眠時間は1時間30分位が殆どのため、現在の公設第一秘書からスマートフォンアプリケーションで睡眠管理しており、睡眠の深さを確認することが習慣になっている[184]。
- 参議院選挙期間中、公示日である2016年6月22日に天王寺駅から大阪高島屋前へ移動中街宣車が交通事故を起こし、むち打ち状態で選挙戦を戦った[185]。
  - 交通事故以降、体調により首痛が突然再発することがある[186]。

## エピソード

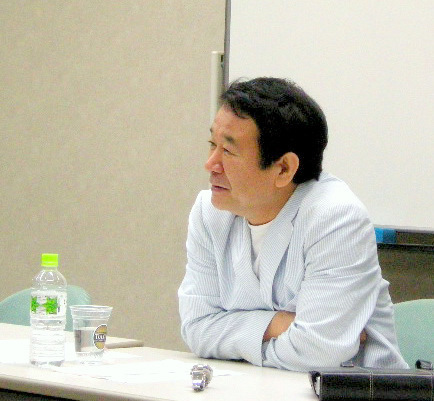
東京都で開催されたTCR懇話会にて（2009年7月9日）

- 小学校5年の時に、近所の悪ガキたちと「Z団」を立ち上げ、自宅の屋根の日の丸掲揚台に画用紙で「Z」と書いた旗を揚げていた。近所の人達から「青山さんの所は、新興宗教でも始められたのですか?」と指摘された母親から叱責された[187]。 Z団のことで母親に叱られ、その次に「何でも相談所」を立ち上げて、近所の曲り角から自宅の青山の部屋まで至る道なり全てにお悩み相談所までの矢印が書かれた紙を貼って行った。これを見た女性が青山の元まで辿り着き、母親を驚かせ、女性にはお引きとりして頂き、青山本人は母親から再び叱られた[82]。
- その青山の母親と姉は、敬虔なキリスト教徒でプロテスタントのカルヴァン派の信仰を持っていたという。ただ、当主である青山の父親は仏教の曹洞宗の檀家であった。息子の青山本人はカトリック系ミッションスクール（淳心学院中学校・高等学校）出身で自身も幼少期から聖書を読まされた経験を持つが、「自分はいかなる特定の宗教にも帰依していない」と公言している。[要出典]
- 大学受験にて、国立旧一期校・二期校制度の中で、東京大学を受験したが、一次試験に合格して、二次試験が得意な科目だったため、自宅で長兄と痛飲して大遅刻してしまい、受験会場の教室の中に入室拒否されたが、必死に交渉して何かと入室許可を得た事で、英語の試験の残り5分から論文を書いて受験した。青山本人としては合格した気になったが、当然不合格であった[82]
- 18歳で独立しているので、実家からの仕送りを受けず、家庭教師とスキー場の講師アルバイトで生計を立てていた。また、慶應から早稲田に転学する時は父親と勘当状態だったので、友人からカンパで受験料を借金し、入学後返済している[82]。だが、父親からは怒られた事や喧嘩をした事が一度もないとも発言している。
- 共同通信への就職活動時、入社試験の過程で人事課職員に年齢制限で断られるも、何十度もコールバックし願書を取り寄せ、面接時には三次面接では、面接官の当時：国際局局長原寿雄と大喧嘩をし、最終面接時では当時社長であった、慶大出身の渡辺孟次と「早稲田から慶応への転学なら分かるが、慶応から早稲田の転学は許せない」と再度喧嘩になったが、結局合格した。そのため、実家に帰宅した際、母親から「逆転ホームランやな」と言われた[188]。ただし、青山が共同通信を退職する際、最後まで反対したのは原であった[188]。
- 徳島支局配属1日目で県警本部前で起きた交通事故を取材活動をしている際に、調書を覗き込もうとして警察官に突き飛ばされた。その際に、当時：毎日新聞徳島支局（現：関西学院大学非常勤講師、元：大阪本社論説委員）の平野幸夫が警察官との間に入り、調書を見せるよう強引に迫った。この一件を県警本部広報官が公務執行妨害に該当すると記者クラブに警告した際に、平野がクラブ全体の問題にすると反論すると、広報官が引き下がった経験から、弱い立場の記者が団結するという記者クラブの利点を知った[189]。
- 1984年、日本レース株買い占め事件で許永中を追跡している際に、当時居住していた京都市伏見区の自宅に匿名の脅迫電話を受けたことがあるとしている[190]。
- 政治部記者時代に、妻である千春が大学に戻る際、休学を経て退学から12年が経過し、「前例が無い」と考え、航海士の受験を認めない動きがあったので、青山の取材で出会った関係省庁や国会議員に対し、「受験を認めない世の中等おかしい」と抗議をした。結果、千春は航海士の試験に受験が認められ、合格したので大学に復学出来た[191]。また、大学復学後、世界一周遠洋航海に出た時期に小学生だった息子の子育てをする為、当時の上司に会社の取材用社用車（ハイヤー）を使用お願いをし、自宅と会社と取材先を往復する日々を過ごした[192]。
- 政治部内で労働省担当し、連合の山岸章初代会長を取材した。[要出典]
- 記者時代から通して、過去7回、政治家への出馬を打診されたことが何度もあり、新党さきがけ担当時に代表幹事だった鳩山由紀夫や、自民党の塩川正十郎から打診されたことがある。その時に母親に相談したが、背筋を正した母曰く、「お前ね、政治家の如き汚らわしい職にするために、育てたのではないバカたれ!」と、怒られた。その後、誘った政治家に母の言葉をそのまま伝えたらしばらく口を聞いてくれなくなった。その後、第23回参議院議員選挙でも、自民党から出馬の打診はあったが、結局「家族の反対」を理由に断った[193]。
- ペルー日本大使公邸占拠事件後に共同通信を退社したが、その理由はペルー事件の取材手法で取材協力者について、橋本龍太郎総理大臣から当時の共同通信社長に問合せ、一切その手法を明かさなかった。以前の社風と変わったことも共同通信を退社する理由の1つになったと吐露している[12]。また、ペルー事件をキッカケに退職していなかったら、新聞労組所属の共同通信労組の書記長に就任する予定だった[194]。
- 海外留学経験は無いが、実務的議論が出来る英語力を持つ。[注 19]海外では発音のフレーズ暗記によって相手が何を話しているか理解できるようになり、喋れるようになっていったと語っている。しかし虎ノ門ニュース出演中に、英単語の誤読を出演者のケント・ギルバートに指摘されたこともある。また、中国へ1人で行く前に成田空港にて本[注 20]を使用し、北京でタクシー乗車時に行き先はメモで伝えた上で[注 21]、「ゲオファキャオ（領収書ください）」をネイティブな中国語で話したことを人民解放軍の将軍に話したら大ウケして、会議の雰囲気が和んだことがあるとも話している[195]。
- シンクタンク研究員に転身以降、記者時代よりも多忙のため、仕事が軌道に載ると8〜10日位家に帰れない日が続いた。そのため、大手町の会社から神田の銭湯へ行き、会社の床にダンボールを敷いて会社に寝泊りしてレポートを纏める日々を過ごすようになった。また、三菱総研入社以降、2018年に至るまで、完全に休養する休日を1日足りとも取得していないと主張している[196]。
- 民間人時代に国会の質疑で参考人招致されており、2004年4月23日に有事法制に伴う、国民保護法の第159回国会 武力攻撃事態等への対処に関する特別委員会[197]、2013年11月19日、特定秘密保護法をめぐる衆議院の国家安全保障に関する特別委員会[198]で証言している。また、国家安全保障に関する特別委員会については、自民党からの推薦とされているが、「自民党から推薦されず衆議院事務局からの連絡のみであった」と質疑の中でも証言している。
- 末っ子であるが、長兄の家庭事情や青山が兄弟と腹違いな事もあり[199]、母親を東京に呼び寄せて介護をしていた。また、青山と千春は自身の仕事で手が回らず、自宅での介護が不可能だったので、亡くなるまで杉並区内の病院が併設されている介護施設に入所させていた。青山の母親は、岡山県津山市の出身[200]で、生前から箱根から以東の食事や文化に忌避意識が強く、東京に呼び寄せる時も青山が強引に伊丹空港経由で連れて行く形を取った。青山曰く、母親は自己矛盾の固まりであったと回想している。また、千春の母親も同介護施設に入所させて、夫婦共々の母親をその施設にて最後まで看取った[201][202][203][204][205]。

## 選挙歴
| 当落 | 選挙                     | 執行日         | 年齢 | 選挙区       | 政党       | 得票数     | 得票率 | 定数 | 得票順位 /候補者数 | 政党内比例順位 /政党当選者数 |
| ---- | ------------------------ | -------------- | ---- | ------------ | ---------- | ---------- | ------ | ---- | ------------------ | ---------------------------- |
| 当   | 第24回参議院議員通常選挙 | 2016年07月10日 | 63   | 参議院比例区 | 自由民主党 | 48万1890票 | 9.88%  | 48   | /                  | 2/19                         |
| 当   | 第26回参議院議員通常選挙 | 2022年07月10日 | 69   | 参議院比例区 | 自由民主党 | 37万3786票 | 8.23%  | 50   | /                  | 5/18                         |

## 所属団体・議員連盟
- 日本の尊厳と国益を護る会（代表幹事）[206][207]
- 硫黄島問題懇話会
- みんなで靖国神社に参拝する国会議員の会
- モータースポーツ振興議連（副幹事長）[208]
- 責任ある積極財政を推進する議員連盟[209]

## 著作

### 単著
- 『夜想交叉路』（第90回文學界新人賞最終候補作品、文藝春秋主宰） - 処女小説
  - 『夜想交叉路』扶桑社、2022年11月。ISBN 978-4-594-09318-1。増補版
- 『平成』文藝春秋、2002年8月10日。ISBN 978-4-16-321100-8。
  - 『平成紀』幻冬舎文庫、2016年8月5日。ISBN 978-4-344424999。
- 『世界政府アメリカの『嘘』と『正義』』飛鳥新社、2003年3月12日。ISBN 978-4870315488。
  - 『アメリカ・ザ・ゲンバ "America of the Scene"』ワニ・プラス 新書、2016年11月9日。ISBN 978-4-8470-6104-2。増補版
- 『日本国民が決断する日〜東京テロと血の世界再編の中で』扶桑社、2004年5月31日。ISBN 978-4594046576。
  - 『壊れた地球儀の直し方－ぼくらの出番』扶桑社新書、2016年6月2日。ISBN 978-4-594-074913。
- 『日中の興亡』PHP研究所、2008年6月。ISBN 978-4-569-69451-1。
  - 『日中の興亡 2025』ワニ・プラス 新書、2020年1月。ISBN 978-4-8470-6158-5。
- 『王道の日本、覇道の中国、火道の米国』PHP研究所、2009年8月。ISBN 978-4-569-70319-0。
  - 『その通りになる王道日本、覇道中国、火道米国』扶桑社新書、2019年12月。ISBN 978-4-594-08238-3。
- 『ぼくらの祖国』扶桑社、2011年12月29日。ISBN 978-4-5940-6183-8。
  - 『ぼくらの祖国』扶桑社新書、2015年8月7日。ISBN 978-4-594-073084。
- 『救国　超経済外交のススメ』PHP研究所、2012年3月16日。ISBN 978-4-569-79962-9。
  - 『いま救国　超経済外交の戦闘力』扶桑社新書、2021年2月。ISBN 978-4-594-08710-4。
- 『死ぬ理由、生きる理由 〜英霊の渇く島に問う〜』ワニブックス、2014年8月12日。ISBN 978-4-8470-9265-7。
  - 『ぼくらの死生観―英霊の渇く島に問う - 新書版 死ぬ理由、生きる理由』ワニ・プラス 新書、2018年7月9日。ISBN 978-4-8470-6133-2。
- 『ぼくらの真実』扶桑社、2014年12月27日。ISBN 978-4-594-069827。
  - 『危機にこそぼくらは甦る［新書版 ぼくらの真実］』扶桑社新書、2017年8月2日。ISBN 978-4-594077006。
- 『青山繁晴の「逆転」ガイド 〜その1　ハワイ真珠湾の巻〜』ワニブックス、2015年9月19日。ISBN 978-4-8470-9367-8。
  - 『きみの大逆転 - ハワイ真珠湾に奇蹟が待つ -』ワニ・プラス 新書、2020年10月8日。ISBN 978-4-84706-157-8。
- 『ぼくらの哲学』飛鳥新社、2016年12月21日。ISBN 978-4-8641-0521-7。
  - 『戦 TELL-ALL BOOK』ワニ・プラス 新書、2023年10月。ISBN 978-4-8470-6213-1。増補版
- 『日めくり　青山繁晴のまいにち哲学』扶桑社、2018年11月。選文集
- 『不安ノ解体 ぼくらの哲学2』飛鳥新社、2019年3月28日。ISBN 978-4-86410-663-4。
- 『わたしは灰猫』扶桑社、2020年11月12日。ISBN 978-4-59408-647-3。
  - 『わたしは灰猫 - そして、灰猫とわたし』扶桑社文庫、2023年12月。ISBN 978-4-59408-647-3。
- 『ぼくらの選択 雄志篇』飛鳥新社、2022年5月30日。ISBN 978-4-86410-885-0。
- 『ぼくらの選択 虎穴編』飛鳥新社、2022年5月30日。ISBN 978-4-86410-886-7。
- 『ぼくらの選択 天命編』飛鳥新社、2022年5月30日。ISBN 978-4-86410-887-4。同時刊行
- 『反回想　わたしの接したもうひとりの安倍総理』扶桑社、2024年9月。ISBN 978-4-594-09754-7。

### 共著
- テリー伊藤『日本の防衛戦略〜テロ対策機密情報〜』飛鳥新社、2001年11月6日。ISBN 978-4870314825。
- 河田克之『青山繁晴、反逆の名医と「日本の歯」を問う〜歯みがきしても歯を失う!〜』ワニ・プラス、2013年3月27日。ISBN 978-4-8470-9154-4。
- 須田慎一郎、三橋貴明『アベノミクスが激論で解けた！』小学館、2013年4月18日。ISBN 978-4-0910-3159-4。
- 青山千春と『希望の現場 メタンハイドレート』ワニ・プラス、2013年6月27日。ISBN 978-4-8470-9163-6。
  - 青山千春と『氷の燃える国 ニッポン』ワニ・プラス 新書、2016年11月。ISBN 978-4-8470-6102-8。増補版
- 青山千春と『海と女とメタンハイドレート〜青山千春博士ができるまで〜』ワニ・プラス 新書、2013年9月。ISBN 978-4-8470-6063-2。
- 百田尚樹『大直言』新潮社、2017年1月31日。ISBN 978-4-1033-6413-9。
- 原作『誰があなたを護るのか――不安の時代の皇』ヒロカネプロダクション作画、新田均・日本の尊厳と国益を護る会監修、扶桑社、2021年6月18日。ISBN 978-4594088408。

### 連載コラム

#### 現在
- 『澄哲録片片』（Hanada） - 2016年4月 - 、2015年3月 - 2016年3月（月刊WiLL）

#### 過去
- 『政々流転』（読売ウィークリー）、2004年4月 - 2006年3月
- 『論風』（宮崎日日新聞※第2面）、2004年6月 - 2005年11月末
- 『時代の先を読む』（Voice）、2004年12月 - 2005年11月
- 『超経済外交のススメ』[注 22]（フィナンシャルジャパン）、2006年1月 - 2011年4月

## 参加番組
本人は「テレビ番組には出ているが、自分の考えを述べているだけで他の出演者と違い演じている訳では無いので、出演という言葉を使わない」という旨の発言をしている。

### レギュラー参加（出演）

#### インターネット動画配信
- 青山繁晴が答えて、答えて、答える!（日本文化チャンネル桜[注 23]）
- YouTubeチャンネル「青山繁晴チャンネル・ぼくらの国会」 - 2020年7月27日 -

### 不定期参加（出演）

#### ラジオ
- 飯田浩司のOK! Cozy up!（ニッポン放送） - 2018年6月14日、8月2日、10月11、18日、2019年2月6日、4月17日、6月13日、12月13日、2020年5月15日、6月12日、12月13日[注 24]、2020年5月15日[注 25]、6月12日、9月10日、10月21日、12月15日、2021年2月17日、2021年4月2日、6月15日、9月7日、10月18日[注 26]、11月2日、2023年2月9日

### 過去の参加（出演）番組

#### テレビ
- 2時ワクッ!（関西テレビ）－ 2004年3月29日 - 2005年12月19日
- ぶったま!（関西テレビ）－ 2006年4月 - 2009年9月26日
- FNNスーパーニュースアンカー（関西テレビ）－ 2006年4月5日 - 2015年3月25日
- たかじんNOマネー〜人生は金時なり〜（テレビ大阪）－ 2010年12月12日 - 2013年3月16日[注 27][注 28]、2013年8月31日 - 2015年6月27日の不定期参加

#### ラジオ
- 中西一清スタミナラジオ（RKBラジオ）1997年 - 2014年3月26日[注 29][注 30]
- ニュース新発見 インサイト（RKBラジオ）- 2014年4月1日 - 2016年7月23日[注 31][注 32][211]
- ザ・ボイス そこまで言うか!（ニッポン放送）木曜日、- 2012年1月19日 - 2016年6月16日[注 33][注 34]、2016年7月11日、2016年8月23日、9月20日、11月22日、12月6日、15日、2017年4月13日、7月26日、8月24日、11月2日、12月20日、2018年3月29日
- On the road（CROSS FM）※パーソナリティ - 2016年10月1日 -

#### インターネットWeb配信
- 真相深入り!虎ノ門ニュース（DHCテレビ[注 23]）※コメンテーター（木曜→月曜） - 2015年4月2日 - 2020年4月20日

#### 単発・不定期番組

##### テレビ
- ワイド!スクランブル（テレビ朝日） - 不定期のゲスト参加
- ビートたけしのTVタックル（テレビ朝日）2004年8月9日
- ニュース女子（DHCテレビ）2015年4月11日 - 2016年1月15日、5月6日[注 35][212]
- チャージ730!（テレビ東京）- 2015年4月3日、4月17日、5月4日、5月20日、6月1日
- 有吉のバカだけど…ニュースはじめました（テレビ東京）- 2013年4月2日、2014年2月7日、10月10日、2015年4月17日
- 爆笑! こうなる宣言（関西テレビ）- 2007 - 2011年
- 関西テレビ開局記念生特番「夫婦のチカラで関西元気！笑顔の花を咲かせまショーSP」（関西テレビ）- 2011年11月19日
- 青山繁晴の緊急提言 世界は動く!正念場の日本（関西テレビ）- 2011年12月31日
- なかよしテレビ（フジテレビ）
- FTVスーパーニュース特報（福島テレビ）- 2011年6月11日
- 特報！しずおかスペシャル 東日本大震災から半年〜原発災害を考える〜（テレビ静岡）- 2011年9月16日
- 年末回顧2011「あの日 そして 未来へ」（テレビ静岡）- 2011年12月27日
- 極上のクルーズ紀行（BS-TBS）- 2014年7月9日
- NNNきょうの出来事（日本テレビ）- 2006年8月28日 - 31日
- 太田光の私が総理大臣になったら…秘書田中。（日本テレビ）- 2006年4月14日
- 激テレ★金曜日（読売テレビ）- 2006年3月17日
- 情報ライブ ミヤネ屋（読売テレビ）- 2013年7月10日
- タカトシの時間ですよ!（TBS）- 2012年7月25日、8月22日、9月12日、9月19日
- FNNスーパーニュース（フジテレビ）- 2011年4月28日
- 情報プレゼンター とくダネ!（フジテレビ）- 2011年4月28日、5月24日
- 知りたがり!（フジテレビ）- 2010年11月8日、11月11日、2011年5月23日、5月27日
- FTVスーパーニュース（福島テレビ）- 2012年8月6日
- ゆうがたLIVE ワンダー（関西テレビ）- 2015年4月22日（VTR出演）、7月10日、2016年1月6日（VTR出演）
- サンデープロジェクト（テレビ朝日・朝日放送）
- 朝まで生テレビ!（テレビ朝日）- 2003年5月、2004年5月、11月26日、12月31日、2005年2月25日、4月29日、2006年05月28日、2011年5月27日
- やじうまテレビ（テレビ朝日）- 2011年5月9日、5月20日、8月23日
- サタデースクランブル（テレビ朝日）
- サンデースクランブル（テレビ朝日）- 2008年4月27日、6月1日、8月29日、2011年5月8日、2012年7月8日
- おはよう朝日土曜日です（朝日放送）- 2014年2月8日、4月26日、5月31日
- 北海道 朝まで生討論（北海道テレビ）- 2014年3月8日
- 幻解!超常ファイル（NHK BSプレミアム）- 2014年8月16日
- ザ・潜入!（毎日放送） - 2015年8月9日
- 今日感テレビ（RKB毎日放送）- 2012年12月17日、2013年1月25日、2月13日
- ムハハnoたかじん（関西テレビ）- 2007年12月21日
- 報道2001（フジテレビ）- 2006年6月4日、2007年1月14日、10月7日
- 新報道プレミアA（フジテレビ・関西テレビ）- 2008年2月10日
- ニュースJAPAN（フジテレビ）- 2011年4月27日
- FNNスピーク（フジテレビ）2011年4月28日
- 男たちのクレド（テレビ東京）- 2011年9月1日
- BSニュース 日経プラス10（BSジャパン）- 2013年4月16日、4月23日、6月11日、7月26日、8月27日
- 激論!コロシアム 〜これでいいのか?ニッポン〜（テレビ愛知）- 2013年9月21日、12月14日、2015年3月21日、4月4日、4月18日
- 博士も知らないニッポンのウラ（インターネットテレビ ミランカ）- 2007年6月15日、7月1日
- 博士の異常な鼎談（TOKYO MX / テレビ神奈川）- 2009年10月1日、10月8日
- ニュースの深層（朝日ニュースター）- 2011年5月12日
- Live Nippon（BS朝日）- 2014年10月11日、2015年1月17日
- みんなの疑問 ニュースなぜ太郎（テレビ朝日）- 2014年11月15日、11月29日
- グッド!モーニング（テレビ朝日）- 2015年1月29日
- 昼間っから激論バラエティ 胸いっぱいサミット!（関西テレビ）- 2016年1月9日、4月30日、8月20日、9月24日、10月15日、2017年1月14日、2月11日

##### ラジオ
- 青山繁晴のサンデーズバリ!ラジオ（ニッポン放送）- 2012年1月1日[注 36]
- タッキーの滝沢電波城（ニッポン放送）- 2011年1月1日
- 土曜朝イチエンタ。堀尾正明+PLUS!（TBSラジオ）- 2012年2月4日
- Jam the WORLD（J-WAVE）- 2013年8月29日
- マット安川のずばり勝負（ラジオ日本）- 2014年3月28日
- モーニングライダー! 藤川貴央です（ラジオ大阪） - 2015年6月1日、6月8日（インタビュー収録放送）

#### Web動画配信
- みのもんたのよるバズ!（AbemaNews）

## 公職
参議院議員当選前に就任していた役職

### 有識者委員
有識者委員及び官庁機関の講義の日当については、どの役所からも受取りを拒否し、無給で務めている事を強調している
- 総合資源エネルギー調査会専門委員（経済産業省）[213]
- 海上保安庁政策アドバイザー[214][215][216]
- 原子力委員会原子力防護専門部会（技術検討ワーキング・グループ 核セキュリティ[217]）専門委員[218]（内閣府）[注 37]
- 国家安全保障会議の創設に関する有識者会議メンバー[219]（内閣官房）
- 日本原子力研究開発機構改革本部メンバー[220]（文部科学省）
- 消防庁第27次消防審議会委員[221]（総務省）
- NHK海外情報発信強化に関する検討会会員[222]（総務省）
- 北近畿エネルギーセキュリティ・インフラ整備研究会[223] 委員（京都府・兵庫県）

### 講義
- 防衛省職員上級・中級研修講師[注 38][224]
- 消防大学校国民保護コース、「予防課」「警防課」講師[225]
- 総務省「国家公務員 I種、II種初任研修」[226]
- 東京大学教養学部（安全保障論）[注 39][227]、学生自治会主催ゼミ[注 40][228]
- 早稲田大学「大隈塾」[注 41][227]
- 海上自衛隊幹部学校[229]
- 陸上自衛隊幹部学校
- 近畿大学経済学部・総合経済政策学科客員教授（国際関係論）[注 42][230]
- 警察庁 関東管区警察学校講師[231][232]